# Citole

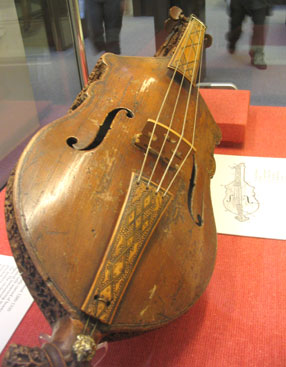
De citole uit Warwick Castle

De citole, ook wel gespeld Sytole, Cytiole, Gytolle, et cetera (waarschijnlijk een Frans verkleinwoord van cithara en niet afkomstig van het Latijnse cista, wat doos betekent) is een archaïsch muziekinstrument waarvan de exacte vorm onbekend is. Het is voornamelijk weergegeven als een instrument met vier snaren en een basis, die in het algemeen wordt aangeduid als 'hulstbladvormig' (holly-leaf shaped). Er is nog één bestaand exemplaar van het instrument, uit de periode rond 1300. Deze kwam uit het Warwick Castle en ligt nu in het British Museum.
De citole wordt vaak genoemd door dichters uit de 13e tot de 15e eeuw, en is te vinden in de Bijbel van Wycliffe (1360) in 2. Samuel vi. 5: "Harpis and sitols and tympane". De Authorized Version (King James-vertaling) spreekt over psalteria, en de Vulgaat over lieren.